# El retrato de Dorian Gray
El retrato de Dorian Gray o El cuadro de Dorian Gray (original en inglés: The Picture of Dorian Gray) es una novela filosófica escrita por el autor irlandés Oscar Wilde. Originalmente publicada como cuento el 20 de julio de 1890, en Lippincott's Monthly Magazine, una revista mensual literaria estadounidense, Wilde revisaría la obra, haría varias modificaciones y agregaría nuevos capítulos para su publicación posterior como novela, su única obra publicada como tal. La versión modificada fue publicada por Ward Lock & Co en abril de 1891. Ward Lock & Co reeditó el libro en 1891 y nuevamente en 1895. Luego, Charles Carrington compró los derechos de la obra y la editó en 1901, 1905 y 1908. En 1908 y 1909, aparece una edición ilustrada por Paul Thiriat, para Brendon & Son, Ltd. En 1913, 1916 y 1918, la novela es editada por Simkin, Marshall, Hamilton, Kent & Co., Ltd., con una nota bibliográfica sobre las ediciones citadas y una advertencia sobre la existencia de ediciones piratas que se caracterizaban por la ausencia del prefacio y por la "mutilación de muchos pasajes".
La historia gira en torno al personaje epónimo, cuyo retrato es pintado por Basil Hallward, un amigo de Dorian y un artista encaprichado con la belleza de éste. A través de Basil, Dorian conoce a Lord Henry Wotton y pronto queda cautivado con la visión hedonista del mundo por el aristócrata: que la belleza y la satisfacción sensual son las únicas cosas que merece la pena perseguir en la vida. Tras comprender que su belleza se desvanecerá, Dorian expresa su deseo de vender su alma para asegurarse de que sea el cuadro, y no él, quien envejezca y se desvanezca. El deseo es concedido, y Dorian lleva una vida libertina de variadas experiencias amorales mientras se mantiene joven y bello; mientras tanto, su retrato envejece y registra visualmente cada uno de los pecados de Dorian. Su búsqueda del placer lo lleva a una serie de actos de lujuria; pero el retrato sirve como un recordatorio de los efectos de su alma, donde el retrato llevará la carga de su envejecimiento y sus pecados.
El retrato de Dorian Gray es considerada una de las últimas obras clásicas de la novela de terror gótica con una fuerte temática faustiana, además muestra un pintor con afecto íntimo y directo con el personaje principal. El libro causó controversia cuando se publicó; sin embargo, en la actualidad es considerado como «uno de los clásicos modernos de la literatura occidental.»

## Orígenes

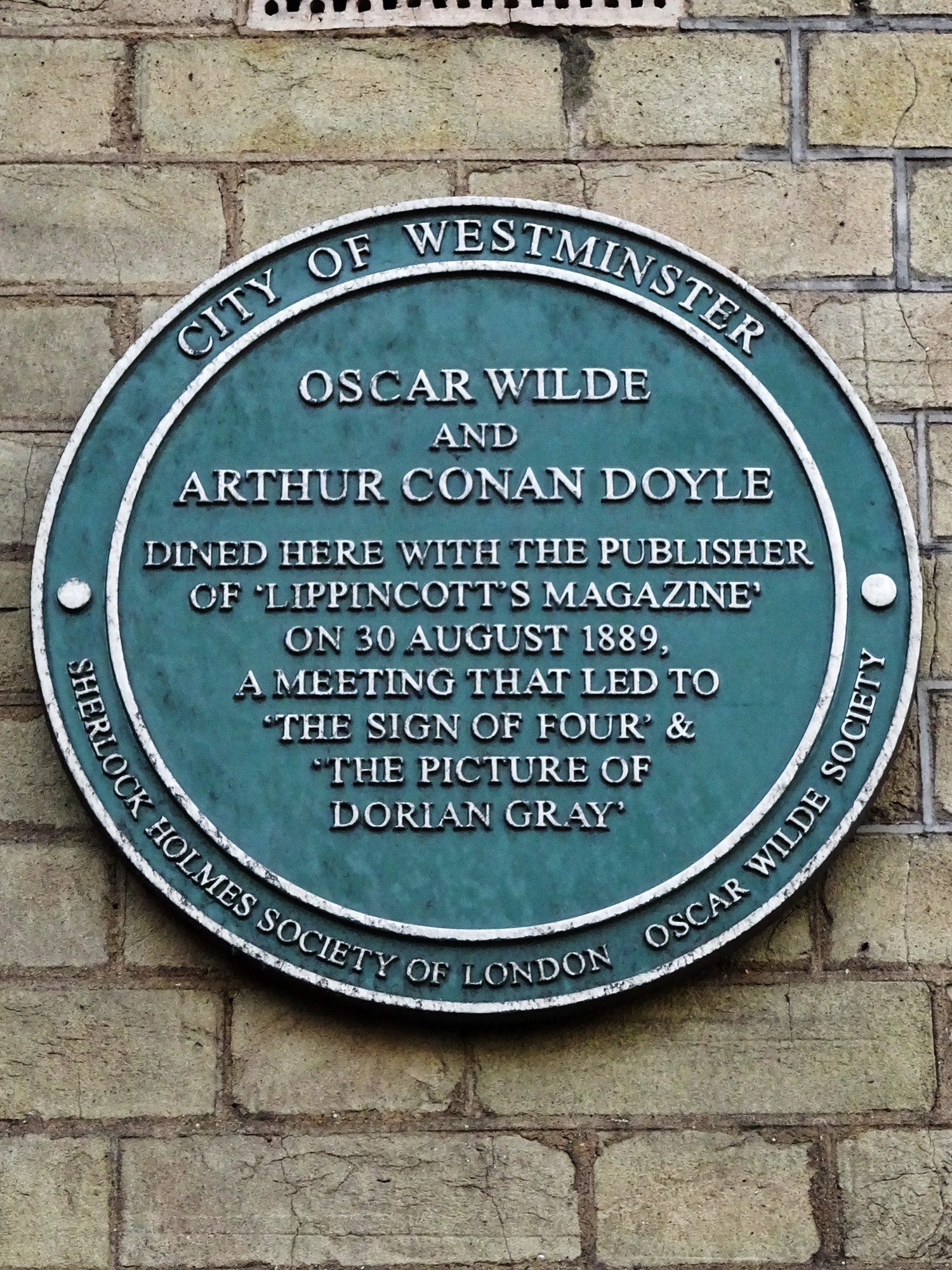
Placa conmemorativa de la cena entre Wilde, Doyle y el editor el 30 de agosto de 1889 en 1 Portland Place, Regent Street, Londres

En 1882, Oscar Wilde conoció a la pintora canadiense Frances Richards (1852-1934) en Ottawa, donde visitó sus estudios. En 1887, Richards se trasladó a Londres, donde reanudó su amistad con Wilde y pintó su retrato. Wilde describió ese incidente como la inspiración para la novela:

En diciembre de 1887 le hice una sesión a una artista canadiense que estaba con unos amigos míos y suyos en South Kensington. Cuando terminó la sesión y miré el retrato, dije en broma: "Qué cosa tan trágica. Este retrato nunca envejecerá y yo sí. Ojalá fuera al revés". En el momento en que dije esto, se me ocurrió que la idea sería un argumento capital para una historia. El resultado es "Dorian Gray".

En 1889, J. M. Stoddart, editor de Lippincott's Monthly Magazine, se encontraba en Londres para solicitar novelas para publicar en la revista. El 30 de agosto de 1889, Stoddart cenó con Oscar Wilde y Sir Arthur Conan Doyle en el Langham Hotel, y encargó novelas a cada uno. Doyle no tardó en enviar El signo de los cuatro, que se publicó en la edición de febrero de 1890. Stoddart recibió el manuscrito de Wilde para El retrato de Dorian Gray el 7 de abril de 1890, siete meses después de haberle encargado la novela.
En julio de 1889, Wilde publicó El retrato del Sr. W.H., una historia muy diferente pero con un título similar al de El retrato de Dorian Gray, y que se ha descrito como "un esbozo preliminar de algunos de sus temas principales", incluida la homosexualidad.

## Estructura

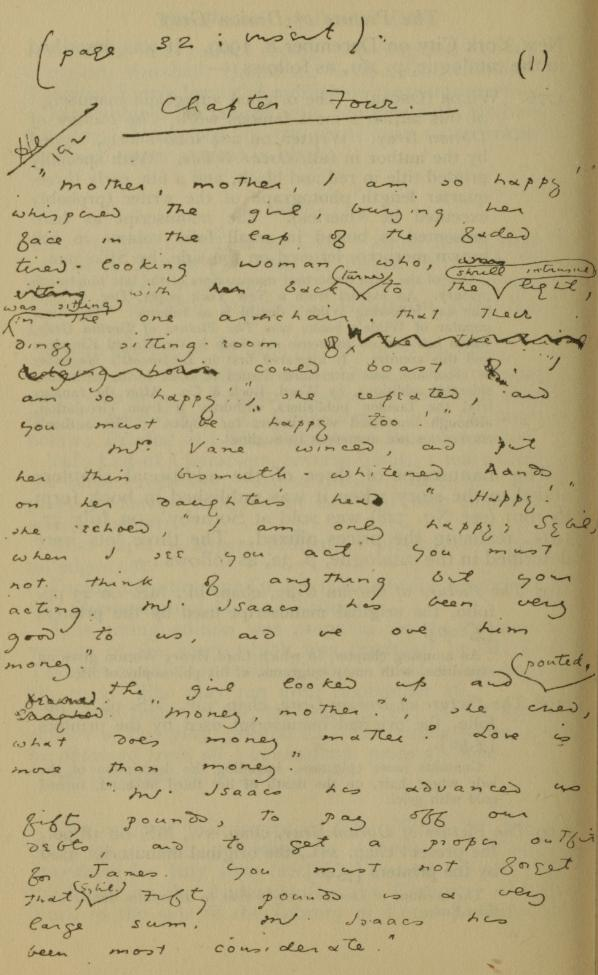
Página manuscrita del cuarto capítulo.

La novela mezcla realidad y fantasía en su estructura, a la manera propia de los cuentos moralistas como El príncipe feliz o El ruiseñor y la rosa que escribía Wilde por aquel entonces. Cuenta la obsesión de un hombre atractivo y exitoso por mantenerse siempre joven, después de que un amigo, el pintor Basil Hallward, le retratara soberbiamente en un lienzo. Su deseo se convierte en tragedia tras darse cuenta de que su petición ha sido en efecto escuchada, lanzándose así en un espiral de odio y vicio.
Oscar Wilde supo retratar a la perfección, con gran ojo crítico, tanto a la sociedad de su época (finales del siglo XIX, en plena época victoriana) como el tema de la vanidad, de la locura y la enajenación. Su perfección como retratista y sus descripciones cautivaron a un gran público; sin embargo, el carácter, en ocasiones, presumido, indolente y afectado de Dorian Gray se volvieron en contra del autor con ocasión de los juicios que se celebraron en Londres a propósito de su homosexualidad (entonces, un delito por el que se podía ir a la cárcel). Oscar Wilde se defendió admirablemente en el estrado, después de que fueran leídos en voz alta varios pasajes del libro en los que se podría entrever cierta conducta aduladora y delicada entre Dorian y el pintor Basil. Oscar Wilde afirmó que no se podía juzgar en modo alguno a «un hombre por lo que escribe».
Hoy en día, el mito de Dorian Gray está extendido en la cultura occidental como un sinónimo de vanidad y de deseo de imperturbabilidad. Así, en honor a la belleza y la maldad de esta carismática figura se han hecho obras de teatro y películas memorables.

## Temática
El retrato de Dorian Gray parte del argumento universal de la eterna juventud; no obstante, el verdadero tema central de la novela es el narcisismo, ya que el personaje principal posee una excesiva admiración por sí mismo, hasta el extremo de no desear otra cosa que conservarse tal y como aparecía en el cuadro para siempre.
Pero no se trata de la primera vez que aparece el narcisismo como tema. Ya Ovidio había incluido dentro de sus Metamorfosis el mito de Narciso. Diecinueve siglos más tarde, el poeta Paul Valéry quedó fascinado por este mito, al igual que el filósofo Gaston Bachelard, quien hace un estudio sobre su significado y los motivos de su encanto en el «El agua y los sueños».
Otros autores hablan del dandismo incluido en la novela, caracterizado por la elegancia y el buen tono de algunos personajes. Los vínculos entre narcisismo y dandismo son evidentes, pero no se trata de lo mismo. Por ejemplo, Dorian Gray sería el arquetipo de narcisismo, mientras que el dandi puede ser Lord Henry, con su manera de comportarse y su templada forma de hablar. El fin supremo de la vida para Lord Henry es la satisfacción de los deseos inmediatos, lo cual lleva a incluir al hedonismo cirenaico en la temática de la novela. Esta filosofía de vida se observa en las alusiones al placer que hace Lord Henry.
Todos estos temas aparecen en la novela, pero siempre partiendo del argumento universal de la eterna juventud. Además, se tratan otros aspectos como la decadencia tanto de la sociedad (bajo el reinado de Victoria I) como del personaje de Dorian Gray y la corrupción de su alma. 

### Estética
Se trata de una novela de estética decadente, animada por el personal modo y talante del escritor, donde alcanza el punto culminante de sus teorías vitalistas y neopaganas: el hedonismo como eje de la vida y el culto apasionado a la belleza y a la juventud como móviles del individuo. Para ello el autor se inspiraría con el À Rebours de Joris-Karl Huysmans (publicado en 1884, síntesis del decadentismo); también pudo inspirarse en Mademoiselle de Maupin (1835) de Théophile Gautier, quizá la primera novela estético decadente, y naturalmente, en las teorías sobre el arte y la vida de los simbolistas franceses.
El preciosismo decorativo constante en cada página atenúa la fuerza dramática de esta obra, la cual sin embargo, es la más completa y típica de la escuela decadente inglesa; asimismo, señala la audaz y violenta reacción de toda la época victoriana, contra la moral de la burguesía que pretendía convertir el arte en un instrumento didáctico.
En su novela, la riqueza fantástica halla su expresión más adecuada en un estilo luminoso y refinado, y la paradoja gobierna y regula la materia y la palabra, la escena y el diálogo, Wilde trata de mostrar la transfiguración que el arte opera sobre la realidad.

## Argumento

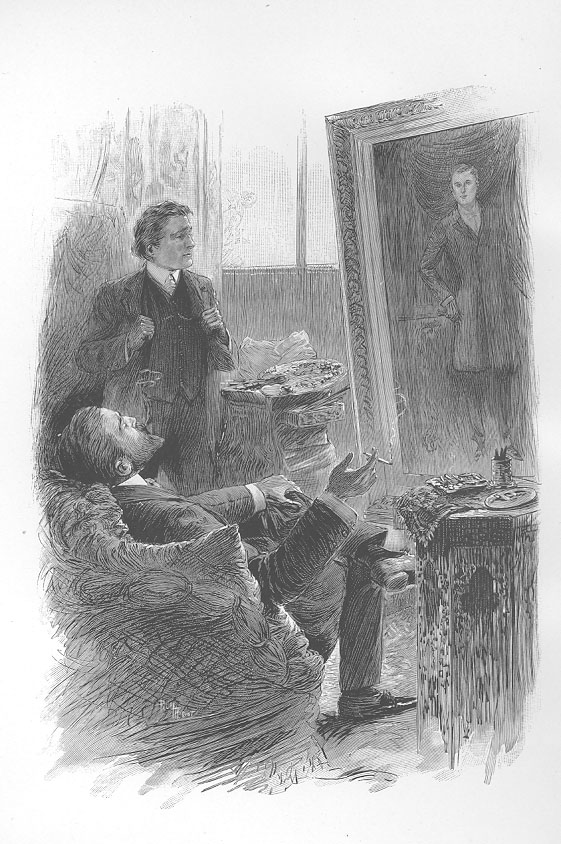
El pintor Basil Hallward y el aristócrata Lord Henry Wotton observan el retrato de Dorian Gray. Grabado de Eugène Dété (1848-1922) a partir de un dibujo de Paul Thiriat (1868-1943). Facultad de Arquitectura, Arte y Diseño de la Universidad Estatal de Misisipi.

En la Inglaterra victoriana, Basil Hallward es un artista que queda fuertemente impresionado por la belleza estética de un joven llamado Dorian Gray, a quien comienza a admirar y considerar su musa definitiva. Un día Lord Henry Wotton, un amigo de Basil, lo observa pintando el retrato de Dorian Gray. Dorian llega poco después y conoce al hedonista Lord Henry, el cual piensa que "lo único que vale la pena en la vida es la belleza, y la satisfacción de los sentidos". Al darse cuenta de que un día su belleza se desvanecerá, Dorian desea tener siempre la edad de cuando Basil le pintó en el retrato y que sea éste el que envejezca en su lugar.
Bajo la influencia de Lord Henry, a sus 17 años Dorian explora plenamente sus sentidos y su sensualidad. Una noche descubre a Sibyl Vane, una actriz que representa obras de Shakespeare en un sucio teatro de clase trabajadora. Dorian la corteja y pronto le propone matrimonio. Sibyl cuenta sus planes a su madre y a su hermano James, refiriéndose a su prometido como el “Príncipe Encantador”. James le advierte de que si el "Príncipe Encantador" le hace daño alguna vez, él lo matará.
Dorian invita a Basil y a Lord Henry a ver actuar a Sibyl en una representación de Romeo y Julieta. Sin embargo Sibyl,  embargada por la emoción del próximo matrimonio y demasiado enamorada de Dorian, pierde interés en el teatro, por lo que esa noche interpreta pésimamente a Julieta. Esto hace pensar a Basil y a Lord Henry que Dorian se ha enamorado de Sibyl por su belleza y no por su talento. Después de la función un avergonzado Dorian rechaza a Sibyl, diciendo que su belleza radicaba en su arte de la actuación; sin ello, ya no le interesa. Cruelmente, Dorian decide romper la promesa de matrimonio y no volver a ver a Sibyl. De regreso en casa Dorian se da cuenta de que el retrato ha cambiado; su deseo se ha hecho realidad, y el hombre del retrato lleva una sutil mueca de crueldad. A partir de entonces, la edad y los pecados que Dorian cometa se verán marcados en el retrato mientras que él mismo conservará su aspecto exterior sin ningún cambio.
Golpeado por la conciencia y la soledad, Dorian decide reconciliarse con Sibyl, pero a la mañana siguiente Lord Henry le da la noticia de que ella se ha suicidado tomando ácido prúsico. Dorian comprende que, hacia donde dirija su vida, la lujuria y la belleza serán suficientes. Dorian encierra el retrato en una habitación a la que solamente él tiene acceso y, durante los siguientes dieciocho años, Dorian experimentará todos los vicios posibles, bajo la influencia de una novela francesa moralmente venenosa que le regaló Lord Henry.
Una noche, antes de partir hacia París, Basil va a casa de Dorian para cuestionarlo acerca de todos los rumores que circulan sobre sensualismo autoindulgente, sus pecados y vicios, y las personas corrompidas por su influencia. Dorian no niega su libertinaje y lleva a Basil a ver el retrato. El retrato se ha vuelto tan horrible que Basil sólo puede identificarlo como suyo por la firma que aparece en él. Horrorizado, Basil suplica a Dorian que rece por su salvación. Furioso, Dorian culpa al propio Basil de su destino y en un arranque de odio lo mata apuñalándolo. Para deshacerse del cadáver, Dorian chantajea a un viejo amigo, el científico Alan Campbell, para que utilice sus conocimientos de química para destruir el cuerpo de Basil. Alan se suicida más tarde.

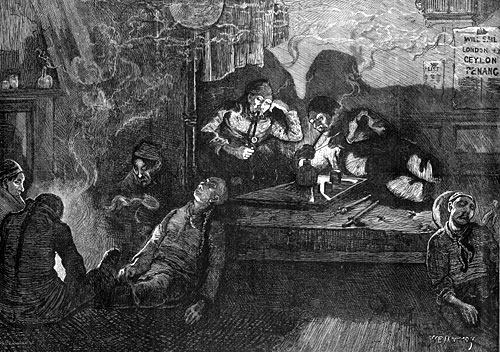
Representación de un fumadero de opio en el East End de Londres del (basada en relatos ficticios de la época). The Illustrated London News, 1 de agosto de 1874.

Para escapar de la culpa de su crimen, Dorian acude a un fumadero de opio, donde, sin que él lo sepa, se encuentra James Vane. James busca vengarse de Dorian desde la muerte de Sibyl, pero no tenía ninguna pista que seguir, ya que lo único que sabía de Dorian era el apodo con el que ella le llamaba. Allí, sin embargo, oye a una mujer referirse a Dorian como "Príncipe Encantador". James sigue y aborda a Dorian con intenciones de matarlo, quien le engaña haciéndole creer que es demasiado joven para haber conocido a Sibyl debido a su apariencia juvenil. James cede y libera a Dorian, pero entonces se le acerca la mujer que conocía el sobrenombre de Dorian y le reprocha que no haya matado a Dorian. La mujer confirma la identidad de Dorian y le explica que no ha envejecido en dieciocho años, según ella, por un pacto con el diablo.
James comienza a acechar a Dorian, que empieza a temer por su vida. En el transcurso de una cena, Dorian se desmaya de terror al ver a James afuera de una ventana. Al día siguiente, durante una cacería, un cazador mata accidentalmente a James, que estaba al acecho en un matorral. Al regresar a Londres, Dorian informa a Lord Henry su decisión de enmendar su camino. Su nueva rectitud comienza por no romper deliberadamente el corazón a su última conquista romántica: una bella joven que vive en el campo llamada Hetty Merton. Lord Henry no cree que esta acción sea sincera, mientras que Dorian se pregunta si este gesto de renuncia al vicio se reflejará en el retrato, mejorando su aspecto. Una vez que Lord Henry se retira, Dorian entra a la habitación donde ha mantenido su retrato escondido, pero descubre una imagen aún peor de sí mismo. A partir de ahí, Dorian comprende que sus verdaderos motivos para su autosacrificio moral eran únicamente la vanidad y la curiosidad de su búsqueda de nuevas experiencias, junto con el deseo de devolver la belleza al cuadro.

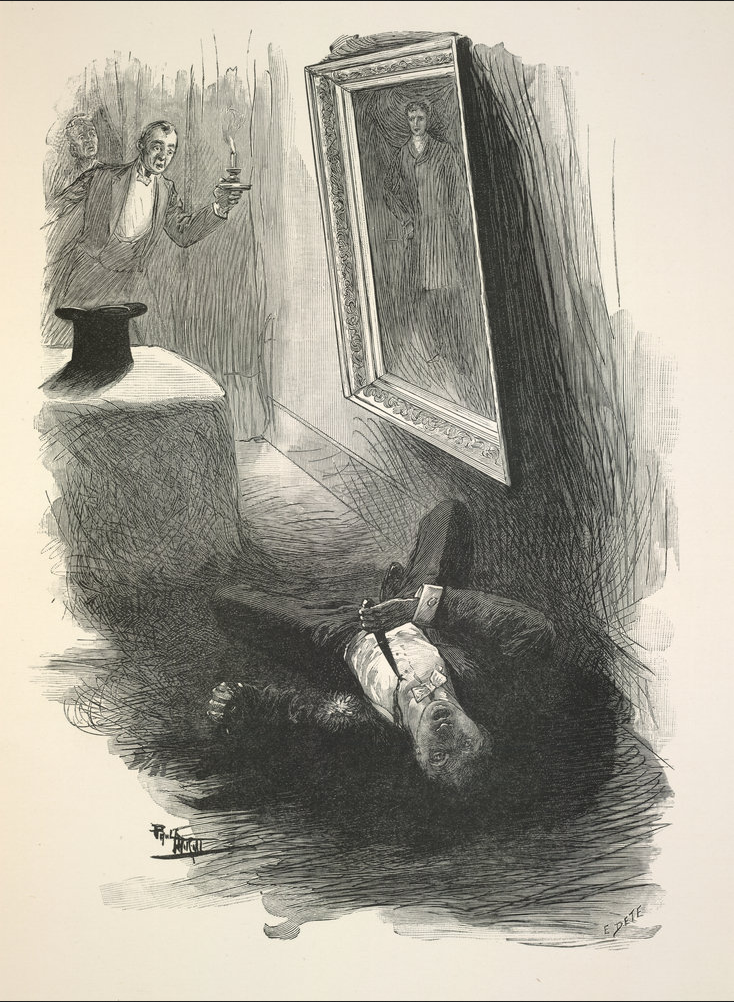
La muerte de Dorian Gray. Grabado de Eugène Dété (1848-1922) a partir de un dibujo de Paul Thiriat (1868-1943).

Decidido a que sólo una confesión plena de sus pecados lo absolverá, Dorian decide destruir el último vestigio de su conciencia y la única prueba que le queda de sus crímenes: el retrato. Furioso, coge el cuchillo con el que asesinó a Basil y apuñala la pintura.
Sus criados se despiertan al oír un grito procedente de la habitación cerrada; en la calle, un transeúnte que también lo ha oído llama a la policía. Al entrar con algunas dificultades en la habitación cerrada, los criados encuentran un retrato de su amo con la frescura y la lucidez de la adolescencia. Al lado suyo, sin embargo, encuentran tirado en el piso el cuerpo muerto de un anciano apuñalado en el corazón, con el cuerpo marchito y decrépito, con un rostro repulsivo lleno de arrugas. Solo por medio de los anillos de su mano son capaces de reconocerle como Dorian Gray.

## Personajes
En una carta, Wilde dijo que los personajes de El Retrato de Dorian Gray son, de diferentes formas, reflejos de sí mismo: "Basil Hallward es lo que creo que soy; Lord Henry lo que el mundo piensa de mí; Dorian lo que me gustaría ser en otras edades, tal vez."
Dorian Gray: Joven extremadamente atractivo, quien es cautivado por la nueva idea del hedonismo de Lord Henry. Comienza a satisfacer cada uno de sus placeres, sin importarle si son moralmente aceptados o no.
Basil Hallward: Artista (pintor) que se encapricha con la belleza de Dorian, quien le ayuda a darse cuenta de su potencial artístico, aunque el retrato que hizo de Dorian resulta ser su mejor trabajo. No es más que un artista puro y apasionado.
Lord Henry Wotton: Noble que inicialmente es amigo de Basil, pero que después queda intrigado por la ingenuidad y belleza de Dorian. Es extremadamente ingenioso. Es visto como una crítica a la cultura victoriana tardía que abraza una visión indulgente del hedonismo. Corrompe a Dorian con su visión del mundo, así que Dorian intenta emularlo.
Sibyl Vane: Es el principal personaje femenino de la obra. Podríamos decir que se presenta como contrapunto al personaje de Basil Hallward, aunque su relación con Dorian es más compleja. Aparece en el cuarto capítulo, cuando Dorian Gray anuncia que se quiere casar con ella. Conocemos a la muchacha a partir de los ojos de Dorian, quien la presenta como “una muchachita de apenas diecisiete años, con carita de flor, una cabecita griega de cabellos castaño oscuro, recogidos en trenzas, ojos que eran pozos violeta de pasión, labios como los pétalos de una rosa. Era la criatura más hermosa que nunca había visto en mi vida”. Cuando Dorian la ve por primera vez, se le llenan los ojos de lágrimas.   
Sybil Vane viene de una familia de clase baja que se gana la vida interpretando obras de Shakespeare en un teatro en los suburbios de Londres. Su madre, era actriz igual que ella, pero ya retirada. Es hija ilegítima de un noble que no pudo reconocer ni a ella y ni a su hermano como hijos porque ya estaba casado. Dorian se enamora de ella porque la considera Arte, considera que es todo el que representa cada noche al escenario. Para Dorian no hay diferencia entre lo que Sybil representa en el escenario y lo que ella es.    
La noche que Lord Henry y Basil Hallward acompañan a Dorian, para conocer a su prometida, al teatro para verla actuar, ella ofrece una interpretación pésima. Sybil ve el amor como algo único que lo sobrepasa todo y focaliza su imaginación en una sola cosa, Dorian. Después de actuar, le confiesa que “antes de conocerte, actuar era la única realidad de mi vida. Sólo vivía en el teatro. Creía que todo lo que pasaba en él era cierto. Era Rosalinda una noche, y Porcia otra. La alegría de Beatriz era mi alegría, y las penas de Cordelia eran también las mías.” Ahora dice que Dorian le ha enseñado lo que realmente es en realidad: “Por primera vez, esta noche he sigo consciente de que Romeo era horroroso, y viejo, y que estaba maquillado, que la luz de la luna en el huerto era falsa y el decorado vulgar, y que las palabras que tenía que decir eran irreales, no eran mis propias palabras, no eran lo que yo deseaba decir”
El amor hace que la verdadera Sybil aparezca, distanciándose de los personajes que interpreta. Esto es lo que Dorian no perdona: “Has matado a mi amor. Solías despertar mi imaginación. Ahora ni siquiera despiertas mi curiosidad, simplemente no produces ningún efecto. Te amaba porque eras maravillosa, porque tenías genio e inteligencia, porque hacías realidad los sueños de los grandes poetas y dabas forma y sustancia a las sombras del arte. Y has tirado todo eso a la basura. […] Ahora ya no significas nada para mi. Nunca volveré a verte”
Dorian no se arrepiente de haber torturado a Sybil, pero al darse cuenta de que la maldad vive en él ha desencadenado un proceso de degradación moral que queda plasmado en su retrato, decide recuperar la perfección de su juventud dando a Sybil una segunda oportunidad. No es hasta la mañana siguiente, cuando Lord Henry va a verle, que sabe que Sybil, abandonada por su amor, se suicida, pero Lord Henry le pide que no se culpabilice por ello, que el suicidio de Sybil ha sido la representación de la mejor escena teatral de su vida: morir por amor. Sybil Vane es un personaje aparentemente secundario, ya que aparece pocas veces y muere antes de la mitad del libro pero su importancia es capital, ya que nos sirve para representar una idea: el amor al mismo arte. Muere porque se entrega a la vida y no al arte. Es la que desencadena la decadencia de Dorian, el personaje principal.
James Vane: Hermano de Sibyl que se convierte en marino y se marcha a Australia. Es extremadamente protector con su hermana, y no se atreve a dejarla porque cree que Dorian la perjudicará. Años después intenta matar a Dorian, pero al ver que su rostro es joven y fresco, cree que no es él. Se lo describe como un tipo recio y cuadrado. Muere más tarde en un accidente durante una cacería, lo que Dorian interpreta primero como un presagio de que la muerte lo persigue, pero se alivia al ver que el hombre fallecido era James, quien lo perseguía para matarlo.
Mrs. Vane: Madre de Sibyl y James, actriz vieja y acabada. Sibyl y ella están consignadas en el teatro pobre para pagar sus deudas. Está extremadamente complacida con la relación entre Sibyl y Dorian por la promesa de estatus y riqueza del joven.
Alan Campbell: Buen amigo de Dorian que termina su amistad con él al poner en duda su reputación. Ayuda a Dorian con el asesinato de Basil Hallward quemando su cuerpo, y decide luego suicidarse una noche en su laboratorio.
Kelso Gray: Abuelo de Dorian que manda a matar al soldado pobre(padre de Dorian).
Margaret Gray: Madre de Dorian, enamorada del soldado pobre, muere cuando nace Dorian.
Lady Agatha: Tía de Lord Henry. Participa activamente en trabajos de caridad en Londres y realiza varias fiestas entre las cuales los invitados son Dorian y Henry.
Lord Fermor: Tío de Lord Henry. Le informa a él sobre el linaje de Dorian.
Lady Victoria Wotton: Esposa de Lord Henry, que solo aparece en la novela en una escena en la que Dorian espera a Lord Henry. Más tarde, se divorcia de este.
Víctor: Leal sirviente de Dorian quien, con el aumento de la paranoia de su patrón, es enviado a hacer encargos inútiles para disuadirle de que entre en la habitación donde se encuentra el retrato de Dorian.
Hetty Merton: Campesina de la que se enamora Dorian y tiene un romance cuando él decide tener una nueva vida olvidándose de su pasado y alejándose del hedonismo.

## Alusiones a otros trabajos

### Fausto
Wilde dijo en cierta ocasión que "en la primera novela de cada autor el personaje principal debe ser o Cristo o el Fausto". En ambas historias, el protagonista trata de enamorar a una mujer, matando no solo a ella, sino también a su hermano, quien busca venganza. Wilde afirmó que la idea de El retrato de Dorian Gray es "vieja en la historia de la literatura", pero que él le había dado "una nueva forma".
A diferencia del Fausto, no hay momento en que Dorian haga un pacto con el diablo. De todas maneras, la forma cínica en que Lord Henry ve a la vida cumple con el rol del diablo, aunque al parecer no nota lo que sus actos causan. Sin embargo, Lord Henry le dice a Dorian que "la única forma de escapar de una tentación es dejarse arrastrar por ella". En este sentido, Lord Henry "lleva a Dorian a un pacto diabólico al manipular su inocencia e inseguridad". Este comportamiento contrasta con la pureza e inocencia, cualidades que ejemplifica Dorian al principio del libro.

### Shakespeare
En el prefacio, Wilde habla sobre Calibán, un personaje de la obra teatral de Shakespeare, «La tempestad». Cuando Dorian le cuenta a Lord Henry Wotton sobre su nuevo amor, Sibyl Vane, habla sobre cada obra de Shakespeare en la que Sibyl ha actuado, refiriéndose a ella como la heroína de cada obra.

### Joris-Karl Huysmans
El venenoso libro francés que corrompe a Dorian Gray es la novela de Joris-Karl Huysmans A contrapelo. El crítico literario Richard Ellmann escribe: 
Wilde no menciona el libro, pero en el juicio admitió que era, o casi, el A contrapelo de Huysmans... A un corresponsal, escribió que había realizado una "variación fantástica" a un A contrapelo y algún día debería anotarlo. Las referencias en Dorian Gray a determinados capítulos son deliberadamente inexactas.

## Significado literario
El Retrato de Dorian Gray comenzó como una novela corta presentada en la Lippincott's Monthly Magazine. En 1889, J. M. Stoddart, dueño de Lippincott, se encontraba en Londres para solicitar novelas cortas para la revista. Wilde entregó la primera versión de El retrato de Dorian Gray que fue publicado el 20 de junio de 1890 en la edición de julio de Lippincott. Hubo un retraso en el envío del texto de Wilde a la imprenta mientras se realizaban numerosos cambios al manuscrito de la novela (algunos de los cuales sobreviven hasta el presente). Algunos de estos cambios fueron hechos por instigación de Wilde y algunos por Stoddart. Wilde retiró todas las referencias al libro de ficción "Le Secret de Raoul" y a su autor ficticio, Catulle Sarrazin. El libro y su autor son todavía referidos en las versiones publicadas de la novela, pero no son nombrados.
Wilde también intentó moderar algunos de los pasajes más homoeróticos del libro o pasajes donde las intenciones de los personajes podían ser malinterpretadas. En la edición de 1890, Basil dice a Henry cómo "adora" a Dorian y le ruega que "no se lleve a la única persona que hace mi vida absolutamente encantadora para mí". El enfoque de Basil en la edición de 1890 parece ser más hacia el amor, mientras que el Basil de la edición 1891 se preocupa más por su arte, al decir que "una persona que da a mi arte sea cual sea el encanto que pueda poseer: mi vida como un artista depende de él".
El libro también fue ampliado enormemente: los trece capítulos originales se convirtieron en veinte y el capítulo final fue dividido en dos nuevos capítulos. Las adiciones permitieron "dar contenido a Dorian como un personaje" y también proveyeron detalles sobre su ascendencia, lo que contribuyó a hacer su "colapso psicológico más prolongado y más convincente". El personaje de James Vane fue también incluido, lo que ayudó a elaborar el personaje de Sybil Vane y sus antecedentes. La adición del personaje ayudó a enfatizar y a prefigurar las maneras egoístas de Dorian, como James vaticina sobre sus futuras acciones no honorables (la inclusión de la subtrama de James Vane también da a la novela un tinte más típicamente victoriano, como parte de los intentos de Wilde por disminuir la controversia que rodeaba al libro).
Otro cambio notable es que, en la segunda mitad de la novela, se especifican algunos eventos teniendo lugar alrededor del cumpleaños 32 de Dorian Gray, el 7 de noviembre. Después de los cambios, se especificó que tuvieron lugar en torno al cumpleaños 38 de Dorian, el 9 de noviembre, por tanto extendiendo el período durante el que transcurre la historia. La anterior fecha es también significativa, pues coincide con el año en la vida de Wilde durante el cual se inició en prácticas homosexuales.

### Prefacio
El prefacio de El Retrato de Dorian Gray fue añadido, junto con otras enmiendas, después de que la edición publicada en Lippincott recibiera críticas. Wilde lo usó para responder a estas críticas y defender la reputación de la novela. Consiste en una colección de afirmaciones sobre el rol del artista, el arte en sí mismo, el valor de la belleza y sirve como un indicador de la forma en que Wilde propone que sea leída la novela. Asimismo, deja huellas de la exposición de Wilde al Taoísmo y a los escritos de Zhuangzi. Poco antes de escribir el prefacio, Wilde reseñó la traducción de Herbert A. Giles de los escritos del filósofo chino taoísta. En su reseña, escribe:

El contribuyente honesto y su familia sana, sin duda, a menudo se han burlado de la frente en forma de bóveda del filósofo y se han reído de la extraña perspectiva del paisaje que se encuentra debajo de él. Si realmente supieran quién era, temblarían. Porque Chuang Tsǔ pasó su vida en la predicación de la gran religión de la inacción y en señalar la inutilidad de todas las cosas.

### Crítica
En general, las primeras críticas al libro fueron duras. Así, el libro ganó cierta notoriedad por calificativos tales como 'empalagoso', 'nauseabundo', 'afeminado', 'sucio' y 'contaminante.' Esto tuvo mucho que ver con los tintes homoeróticos de la novela, que causaron gran impacto entre los críticos de la época victoriana cuando el libro se publicó por primera vez.
Una gran parte de las críticas contra Wilde se debieron a su percepción sobre el hedonismo y por la imagen distorsionada que tenía de la moral convencional. El Daily Chronicle del 30 de junio de 1890 mencionaba que la novela de Wilde tenía "un elemento [...] que mancharía cada mente joven que se pusiera en contacto con ella." A pesar de que este elemento no se nombra explícitamente, el homoerotismo, especialmente en la primera edición, parece ser probablemente el tema aludido.

## Versión "sin censura" de 2011
El texto mecanografiado original enviado a la revista mensual Lippincott's, había sido olvidado en gran medida fuera de los académicos que investigaban la vida y obra de Wilde, hasta la publicación en 2011 de The Picture of Dorian Gray: An Annotated, Uncensored Edition por Belknap Press. Esta versión incluyó las aproximadamente 500 palabras de texto eliminadas por J.M. Stoddart, el editor inicial de la obra, antes de su publicación en Lippincott's, en 1890.

## Adaptaciones a otros medios

### Música
"A los jóvenes de ayer", canción del disco "Bicicleta" de la banda argentina Serú Girán.
"El tiempo es dinero", canción de la banda argentina Soda Stereo, está basada en este personaje. 
A Picture of Dorian Gray, canción del grupo inglés de música indie rock, The Futureheads. 
The Ocean, séptima canción del disco de debut, Boy (1980) de U2, alude al personaje. 
Tears and Rain, canción de James Blunt, menciona a Dorian Gray. 
La Canción de Sybil Vane del músico argentino Fito Páez en su álbum Rock and Roll Revolution (2014) se refiere a la protagonista femenina de la novela..
La canción "El poder del deseo" la cual da nombre al álbum del 2003 de la banda española Lujuria, cuenta la historia de Dorian Gray.

### Teatro
Dorian Gray, el retrato, comedia musical de 2005, inspirada en obra, con libreto de Pepe Cibrián Campoy y música de Ángel Mahler.

### Historieta
Barrabases, (N°83, cuarta época, 1992) un episodio basado en la anécdota de la novela; un retrato de Mr. Pipa lo hace rejuvenecer.
Dorian Gray, versión en cómic de la novela de Enrique Corominas publicada en 2012. 

### Videojuegos
En el videojuego de 2018 Dragon Quest XI: Ecos de un pasado perdido, aparece el personaje Doriana Grey encarnado en una pintura, con una actitud claramente inspirada en esta obra.

### Películas
- 1910 – Dorian Grays Portræt, director: Axel Stiwart
- 1913 – The Picture of Dorian Gray, director: Phillips Smalley
- 1915 – Portret Doriana Greja, director: Vsevolod Meyerhold, Mijaíl Doronin
- 1916 – The Picture of Dorian Gray, director: Fred Durrant
- 1917 – Das Bildnis des Dorian Gray, director: Richard Oswald
- 1918 – Az élet királya, director: Alfréd Deésy
- 1945 – El retrato de Dorian Gray, director: Albert Lewin
- 1970 – El retrato de Dorian Gray, director: Massimo Dallamano
- 1973 – La verdadera historia de Dorian Gray, director: Glenn Jordan; con Nigel Davenport
- 1976 – El retrato de Dorian Gray, director: John Gorrie
- 1977 – El retrato de Dorian Gray, director: Pierre Boutron
- 1983 – The Sins of Dorian Gray, director: Tony Maylam
- 1984 – Dorian Gray im Spiegel der Boulevardpresse, director Ulrike Ottinger
- 1998 – Velvet Goldmine, dirigida por Todd Haynes tiene múltiples referencias a la novela y a Oscar Wilde.
- 2001 – Dorian, director: Allan A. Goldstein
- 2003 – The League of Extraordinary Gentlemen, dirigida por Stephen Norrington.[26] El personaje de Dorian Gray es interpretado por Stuart Townsend. La historieta The League of Extraordinary Gentlemen escrita por Alan Moore e ilustrada por Kevin O’Neill, en la cual se basa la película no incluye a este personaje.
- 2004 – El retrato de Dorian Gray, director: David Rosenbaum
- 2005 – Dorian, director: Vincent Kirk
- 2007 – El retrato de Dorian Gray, director: Duncan Roy
- 2009 – Dorian Gray, director: Oliver Parker

### Televisión
- 1969 - El retrato de Dorian Gray, Televisa México
- 2014 - Penny Dreadful Showtime, Dorian Gray es interpretado por Reeve Carney; quien es un hombre seguro y fascinante, aunque algo aislado.
- 2015 - The Librarians (serie de televisión de 2014). Segunda Temporada
- 2019 - Chilling Adventures of Sabrina, Dentro del mundo mágico de Sabrina existe un bar llamado "El bar de Dorian Gray" atendido por él mismo.